# Bolitoglossa obscura
Bolitoglossa obscura es una especie de salamandras en la familia Plethodontidae.
Es endémica de Costa Rica.
Su hábitat natural son los montanos húmedos tropicales o subtropicales.